# Cleistanthus carolinianus
Cleistanthus carolinianus är en emblikaväxtart som beskrevs av Eugene Jablonszky. Cleistanthus carolinianus ingår i släktet Cleistanthus och familjen emblikaväxter. Inga underarter finns listade i Catalogue of Life.